# Scilla lilio-hyacinthus
Scilla lilio-hyacinthus is een bolgewas uit de aspergefamilie (Asparagaceae). De plant komt van nature voor in het Centraal Massief, de centrale en zuidelijke Pyreneeën en het Cantabrisch Gebergte. In het Nederlands wordt de soort ook de Pyrenese sterhyacint of Pyreneeënsterhyacint genoemd.
De enkele bloemstengel wordt tot 40 cm hoog en draagt van april tot en met juni stervormige bloemen, die tros- of aarvormig gerangschikt zijn.
In de tuin blijkt de soort in België en Nederland goed winterhard. De plant kan temperaturen tot -20 °C verdragen.

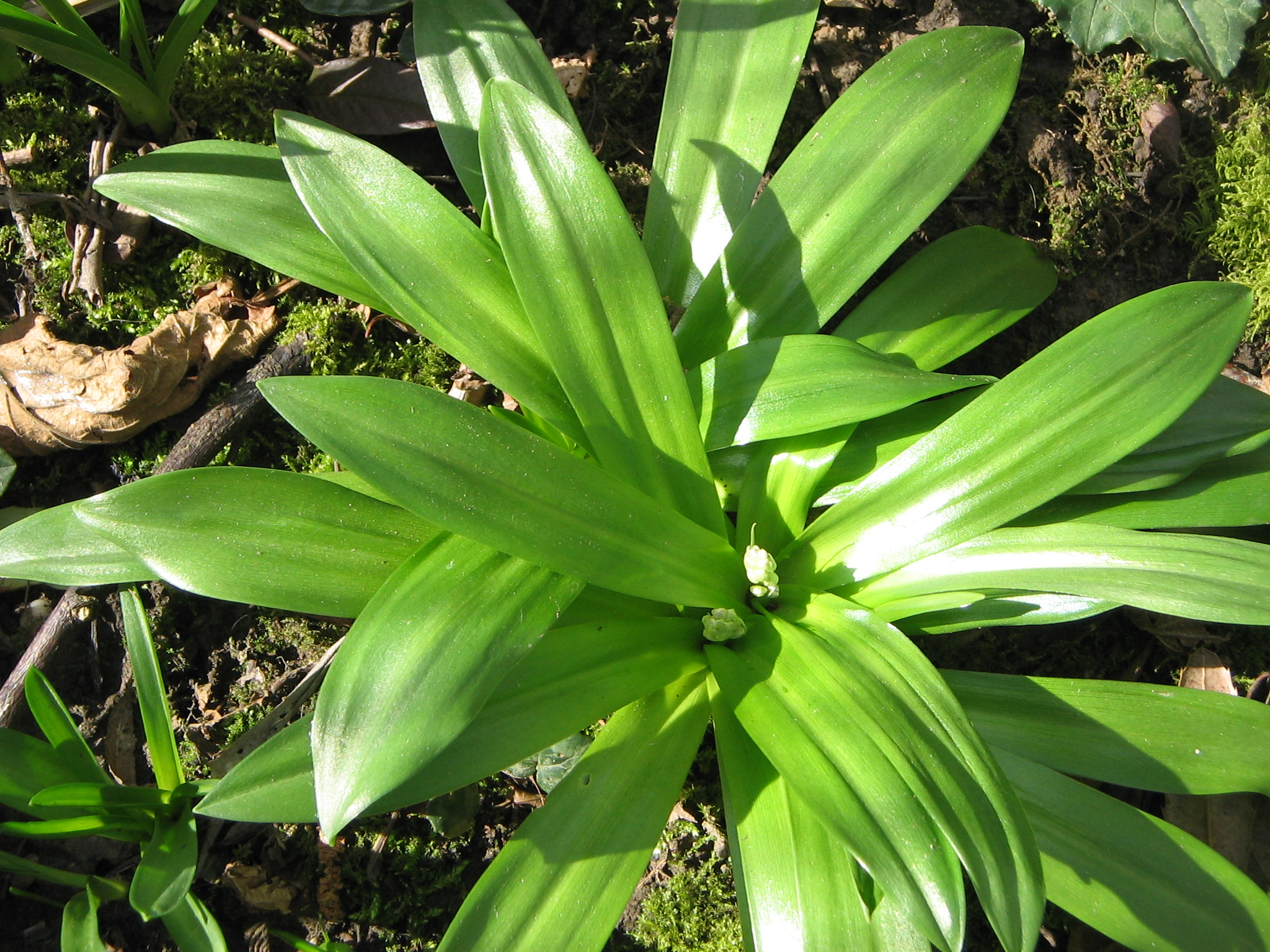
Bladrozetten
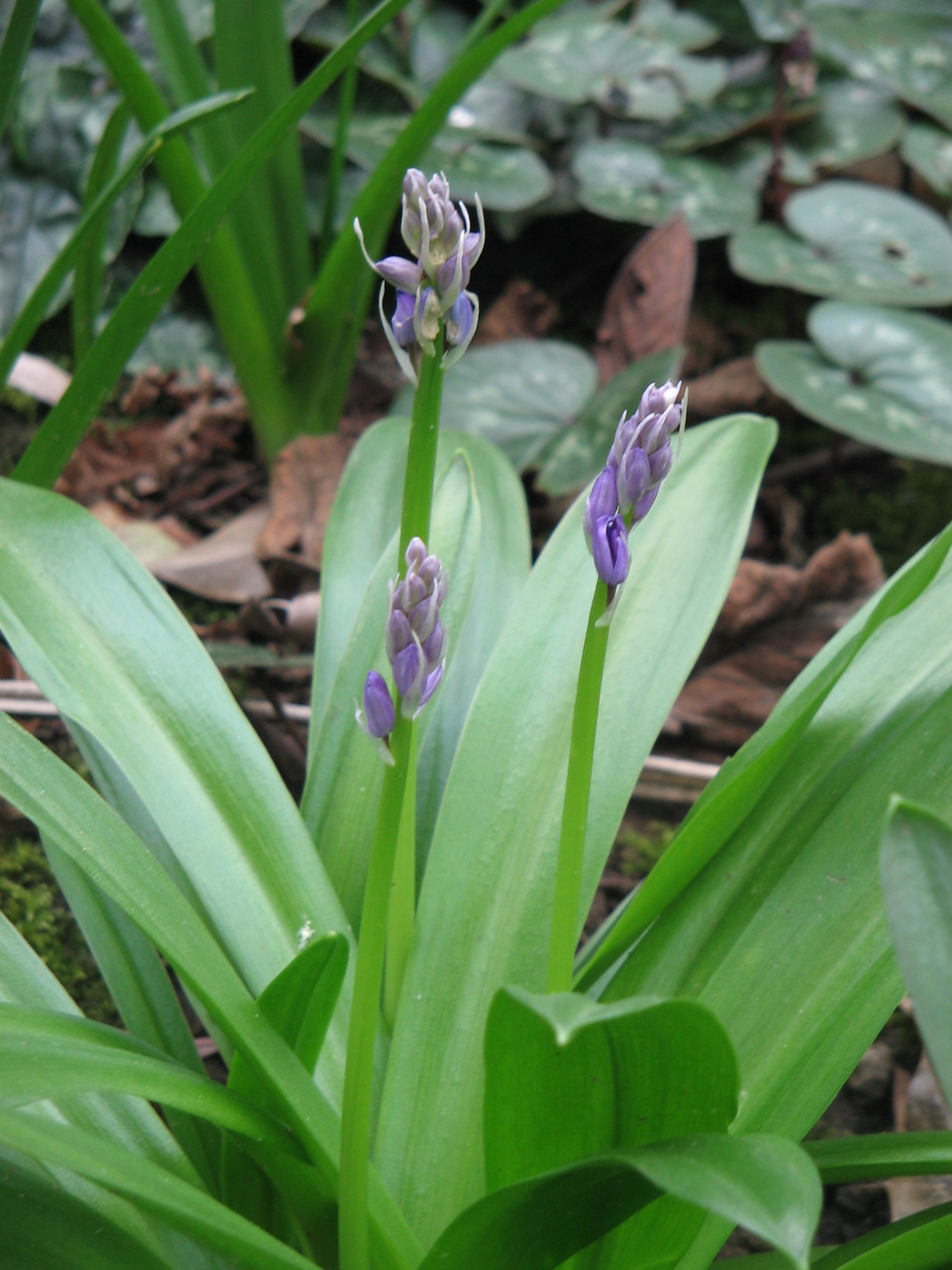
Bloemknoppen
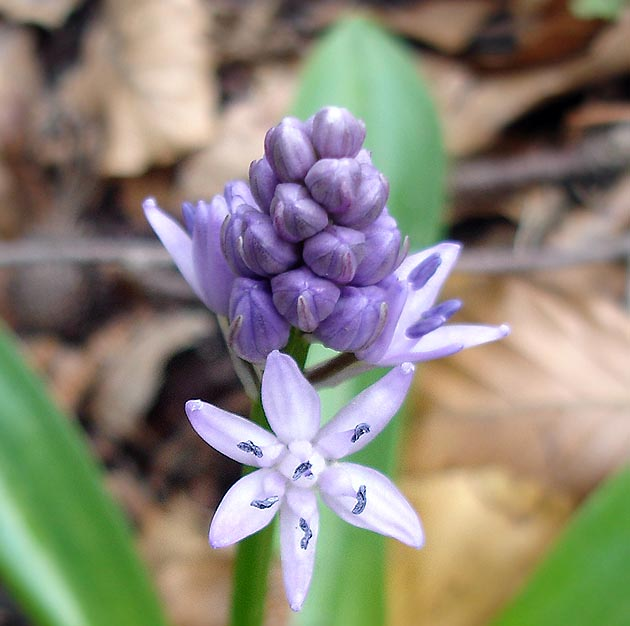
Openende bloeiwijze
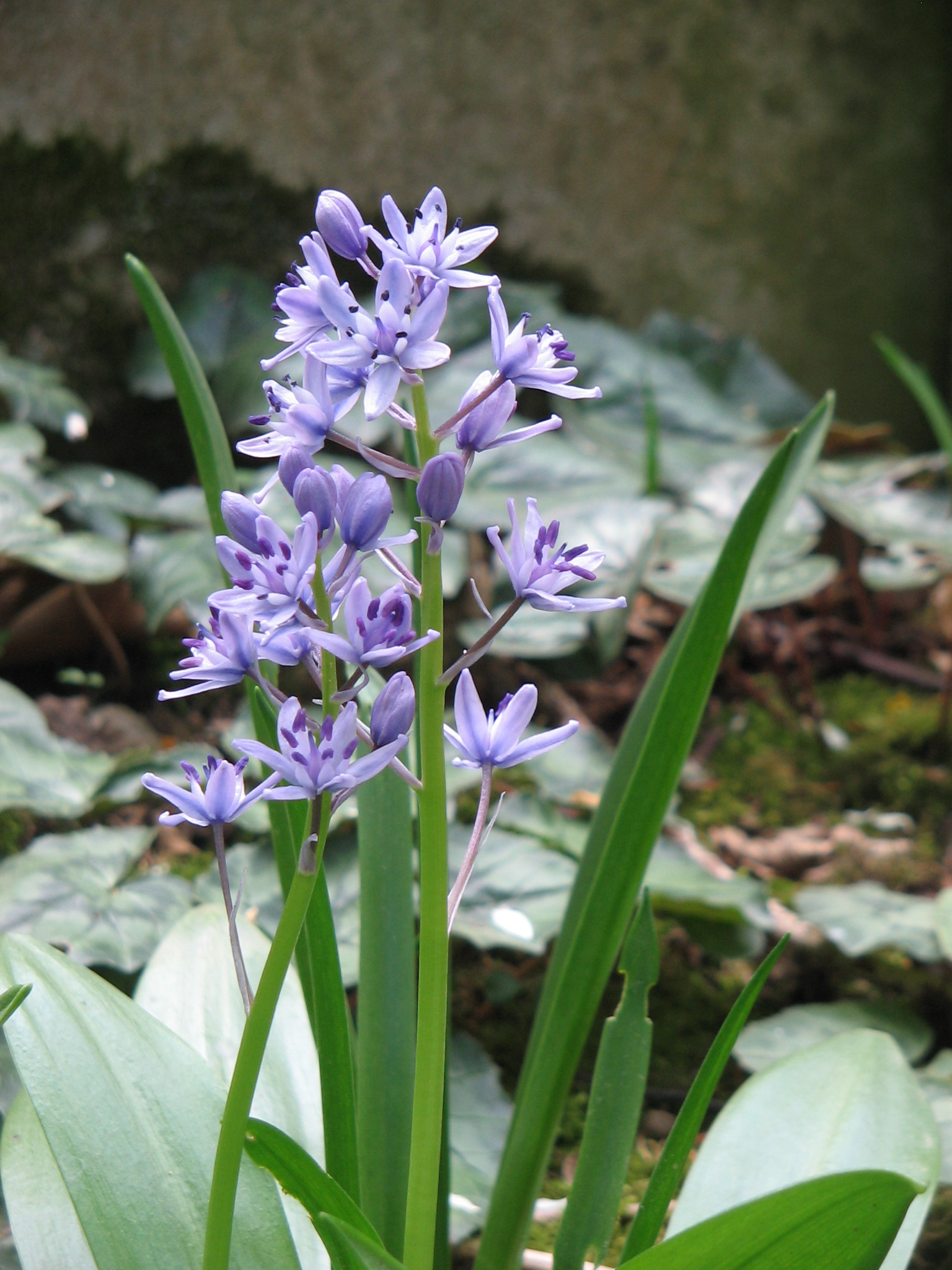
Bloeiwijze
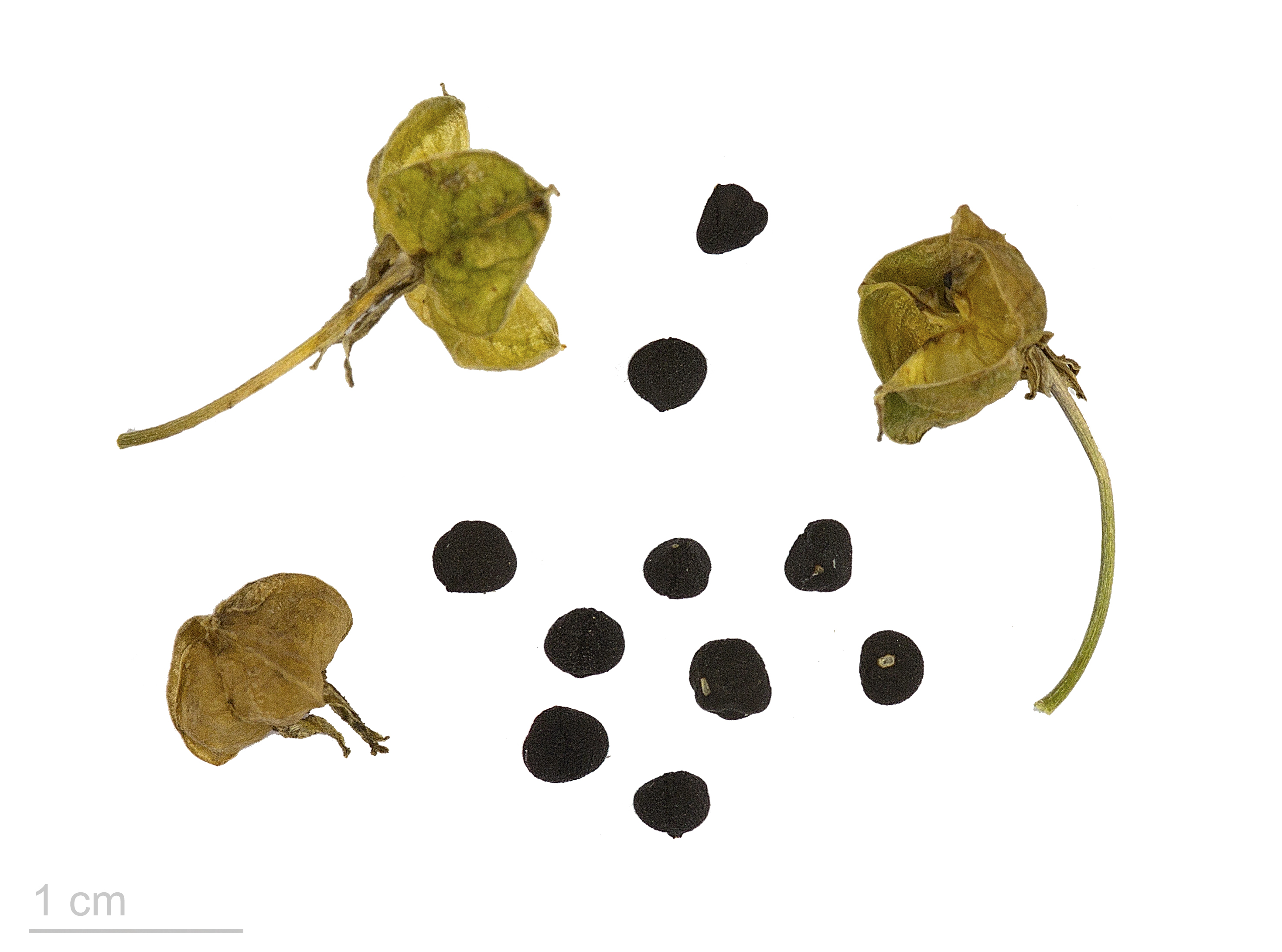
Zaaddozen en zaad

S. autumnalis · 
S. bifolia (vroege sterhyacint) · 
S. hyacinthoides · 
S. lilio-hyacinthus · 
S. litardierei · 
S. ×massartiana (basterdhyacint) · 
S. mischtschenkoana (streephyacint) · 
S. peruviana ·
S. sardensis (kleine sneeuwroem)
S. siberica (oosterse sterhyacint) · 
S. forbesii (grote sneeuwroem)